# Nowe Muzeum
Nowe Muzeum (niem. Neues Museum) – muzeum, znajdujące się w Berlinie, na Wyspie Muzeów. Mieści się w budynku wybudowanym w latach 1843–1855 według projektu pruskiego architekta Friedricha Augusta Stülera.
W czasie II wojny światowej budynek muzeum, podobnie jak cały kompleks Wyspy Muzeów, został w 70% zniszczony. Odbudowę przeprowadzono dopiero po zjednoczeniu Niemiec, w oparciu o projekt brytyjskiego architekta Davida Chipperfielda. Inauguracji odbudowanego Nowego Muzeum dokonała 16 października 2009 roku kanclerz Niemiec Angela Merkel.
W muzeum zgromadzono eksponaty sztuki staroegipskiej, wraz ze słynnym popiersiem egipskiej królowej Nefertiti z 1340 roku p.n.e., a także zbiory archeologiczne z czasów prehistorycznych, starożytnych i wczesnego średniowiecza.